# Karl Michael Gesser
Karl Michael Gesser (* 4. November 1869 in Steinheim; † 25. April 1950 ebenda) war ein hessischer Politiker (Zentrumspartei Hessen) und Abgeordneter des Landtags des Volksstaates Hessen in der Weimarer Republik.

## Familie und Beruf
Karl Michael Gesser war der Sohn des Zigarrenmachers Peter Gesser und dessen Frau Eleonore geborene Schmitt. Er war mit Clara geborene Degoutrie verheiratet. Karl Michael Gesser arbeitete als Tabakarbeiter und später als Packer in Steinheim.

## Politik
Karl Michael Gesser, der katholischer Konfession war, gehörte für das Zentrum dem hessischen Landtag 1919 bis 1921 in dessen erster Wahlperiode an.